# コシリ・ロドリゲス
コシリ・ロドリゲス（Cosiri Rodríguez、1977年8月30日 - ）はドミニカ共和国の元女子バレーボール選手。現役時代のポジションはオポジット。元ドミニカ共和国代表。

## 来歴

### クラブチーム
サン・クリストバル出身。1993年、Mirador VCへ入団。1998/99シーズンには日本の実業団リーグパイオニアレッドウィングスでプレーしていた。1999/00～2001/02シーズンにかけてはClub Los Pradosに所属しながら、スペインリーグでも活動していた。2003/04シーズンにイタリアセリエA1のPolisportiva San Giorgio Sassuoloへ加入し、1年間プレーした。2004/05シーズンはスペインのCVテネリフェでプレーしスペインリーグ、スペインカップなどで3冠果たした。2005/06シーズンはCiudad Las Palmas GC Canturへ移籍し、スペインリーグで準優勝した。2006/07シーズンはCV  Sanseでプレーした。その後、国内リーグとプエルトリコのクラブチームを経て、2010/11シーズンにスペインのCV Torrelavegaと契約し1年間プレーした。2011/12シーズンはスペインリーグ2部のVP Madridでのプレーを最後に現役を引退した。

### 代表チーム
1998年、ドミニカ共和国代表に初選出され、同年の世界選手権に出場した。1999年、パンアメリカンカップに出場し4位となった。2001年、北中米選手権に出場し銅メダルを獲得した。2002年、パンアメリカンカップで銀メダルを獲得した。同年8-9月にドイツで開催された世界選手権に出場した。2003年、パンアメリカンゲームズで金メダルを獲得した。同年11月のワールドカップに出場した。2004年、アテネ五輪に出場した。2005年、北中米選手権で銅メダルを獲得した。2006年、ワールドグランプリで8位となった。同年11月の世界選手権では3大会連続で出場した。2007年からは代表チームで主将を務め、同年のパンアメリカンカップで銅メダルを獲得した。同年11月のワールドカップではチームを牽引した。2008年、北京五輪世界最終予選、ワールドグランプリに出場した。

## 球歴
- オリンピック - 2004年
- 世界選手権 - 1998年、2002年、2006年
- ワールドカップ - 2003年、2007年
- ワールドグランプリ - 2004年、2005年、2006年、2007年、2008年
- 北中米選手権 - 2001年、2003年、2005年、2007年

## 受賞歴
- 2003年　北中米選手権　ベストレシーバー賞
- 2004年　パンアメリカンカップ　ベストレシーバー賞

## 所属クラブ
- Mirador VC（1993-1999年）
- パイオニアレッドウィングス（1998-1999年）
- Club Los Prados（1999-2002年）
- CD Universidad de Granada（2000-2001年）
- Universidad de Burgos（2001-2002年）
- Ciudad Las Palmas GC Cantur（2002-2003年）
- Polisportiva San Giorgio Sassuolo（2003-2004年）
- CVテネリフェ（2004-2005年）
- Ciudad Las Palmas GC Cantur（2005-2006年）
- CV  Sanse（2006-2007年）
- San Cristóbal（2007-2008年）
- Criollas de Caguas（2008-2009年）
- CV Torrelavega（2010-2011年）
- VP Madrid（2011-2012年）